# ハドロサウルス科
ハドロサウルス科（ハドロサウルスか、Hadrosauridae）は、中生代白亜紀の北半球に繁栄した恐竜の分類群である。鳥盤目 - 鳥脚亜目に分類され、分類学においては科の階級が与えられている。カモノハシ恐竜、カモハシ竜としても知られ、鴨のように長く平たい口吻部が特徴的な草食恐竜が属する。

## 発見の歴史
ハドロサウルス科は北アメリカで認識された最初の恐竜の科であり、その起源は1855年-1856年に発見された数本の歯の化石に基づきジョゼフ・ライディ (Joseph Leidy) が創設したトラコドン (Trachodon) とテスペシウス (Thespesius) の各属に遡ることができる（このとき他に獣脚類のトロオドン (Troodon) とデイノドン (Deinodon)、曲竜のパレオスキンクス (Plaeosucincus) 属も創設された）。その一つの種はトラコドン・ミラビリス (Trachodon mirabilis) と命名された。現在ではトラコドン属は角竜類を含む混ざり物の属であり有効でないと考えられている。これらの歯はアマチュア化石収集家のウィリアム・パーカー・フォーク (Willium Parker Foulke) にちなんでライディが命名したハドロサウルス・フォウルキー (Hadrosaurus foulkii) と関連付けられた。多くの歯が見つけられるにつれてさらに多くの（現在では廃れた）属が設立される結果になった。
次に見つかったハドロサウルス科の化石はエドワード・ドリンカー・コープによって1883年に発掘され、ディクロニウス・ミラビリス (Diclonius mirabilis) と命名された。コープはトラコドン・ミラビリスに賛成しており不正確にも自身の発見した恐竜にこの種名を採用した。属名は、ライディが既にトラコドンの有効性を放棄していたためにコープ自身が他の恐竜の断片的な化石に基づいて創設したがもはや誰も使用していなかったディクロニウスをあてた。しかし、トラコドン属は他の定義が明確でない属名と共に広く使用され、コープがディクロニウス・ミラビリスと名付けた標本はアメリカ自然史博物館 (AMNH) にトラコドン類の恐竜とラベルされて展示された。それゆえカモノハシ恐竜の科はトラコドン科 (Trachodontidae) と名づけられた。
非常に保存状態のよい完全なハドロサウルス科の標本（今日ではエドモントサウルス・アンネクテンスとされている）は1908年に化石収集家のチャールズ・ヘイゼリアス・スタンバーグ (Charles Hazelius Sternberg) とその息子たちによってワイオミング州のコンヴァース郡で発見された。この標本は“トラコドンのミイラ”として知られている。皮膚はいくらかの筋肉と共にほぼ完全な形で保存されており、1912年にヘンリー・フェアフィールド・オズボーン によって分析された。スタンバーグはコープとオスニエル・チャールズ・マーシュとの有名な新種命名競争においてはコープ陣営側の人物であり、この発見は化石戦争 (Bone Wars) においてはコープの勝利となった。
ローレンス・M・ランベ (Lawrence M Lambe) はカナダ、アルバータ州エドモントン累層での発見から1917年にエドモントサウルス属（エドモントンのトカゲ）を創設した。
ハドロサウルス科の分類は混乱していたが、1942年にリチャード・スワン・ルル(Richard Swann Lull) とネルダ・ライト (Nelda Wrigh) によるアナトサウルス (Anatosaurus、鴨のトカゲ）属の提案で整理され、AMNHにあるコープの有名な標本はアナトサウルス・コペイになった。しかし1975年にアナトサウルス属はエドモントサウルス属に移された。アナトサウルス属の模式種のA.アンネクテンスがエドモントサウルス属の模式種であるE.レガリス (E.regalis) にあまりにもよく似ていたために属としては同じとされ、エドモントサウルス属の方が先に創設されていたためである。アナトサウルスの最初の標本はおそらく若いエドモントサウルスのものである。ところが、AMNHの標本の骨格はこれらとは特徴が大きく異なるため、別のアナトティタン (Anatotitan、巨大な鴨）属が創設され、1990年よりアナトティタン・コペイ (Anatotitan copei) として知られるようになった。

## 形態的特徴
口の奥に無数の小さな歯が並ぶ"デンタルバッテリー構造"をもつ。歯は前から順に磨り減るとともに後ろから次々と生えてくる。これで硬い葉をすり潰すことができる。
幼時期や緊急時は二足歩行であるが、平常時は四足歩行でゆっくりと移動していたことが足跡の化石から推定されている。四肢などの構造は祖先であるイグアノドン類に似るが親指のスパイクは無い。以前は手足に水かきを持ち、潜水を行うと考えられていたが、エドモントサウルス (Edomontosaurus) などのミイラ化石から水かきではなく肉質のクッションであることが判り、むしろ内陸地に生息していたとみられる。
パラサウロロフス (Parasaurolophus) などのランベオサウルス亜科 (Lambeosaurinae) の種には頭部に中空状の"とさか"があり、以前は上記の水かきとの類推から潜水用のシュノーケルではないかと考えられたが、現在は否定されている。用途は臭いをよく嗅ぐためや共鳴させて大きな声を発するため等のさまざまな説が出されており、有力なものもあるが決定的ではない。
また、植物食でおとなしいハドロサウルスの仲間は身を守る武器がないため、子供の頃から体を大きくして襲われないようにしていた。その成長スピードは12cmの大腿部の骨が数年後に10倍になるほどのスピードだった。

## 食性
発達したクチバシとデンタルバッテリーによってもたらされた、爬虫類にしては特異的な顎のおかげで、ハドロサウルス科は多様な植物を効率良く餌とすることができた。
もっとも、彼らは完全な菜食主義だったわけではないらしく、甲殻類を食べたと思われる痕跡も見つかっている。これに似た行動は、現生の草食性の鳥類(ドバトなど)にも確認されており、繁殖期の行動と思われる。

### 食い分け
顎の研究によると、ハドロサウルス科とケラトプス科はアンキロサウルス類よりも顎の力が強かったことが判明している。これは、前者2種と後者の食性が明確に異なることを示しており、一方で前者2種も体高や口先の形状に大きな差があった。

## 習性
かつてエドモントサウルスは北極圏を群れで往復する大規模で長距離の渡りを行っていたと考えられていたが、小林快次らの研究で否定された。その一方でハドロサウルス科は日常的に群れていた可能性が高く、それはティラノサウルス科などの捕食者から身を守るためであったとされている。

## 食料源として
ハドロサウルス科は、ティラノサウルスやドロマエオサウルスのような、共存する肉食動物にとって大切な獲物だっただけでなく、蠕虫状の寄生虫（ヒトでいうところのサナダムシなど）の宿主でもあったと考えられている。

## 生息期間
化石としては白亜紀後期から知られるが、系統としてはイグアノドンや近縁のオウラノサウルスとの関係から白亜紀前期に出現していたと考えられる。絶滅時期はティラノサウルス科やトリケラトプスと共に白亜紀最後で、K-T境界のすぐ下の地層からも化石が発見される数少ないグループの一つである。

## 生息地域
東アジア（特に中国、モンゴル、極東ロシアなど）、北アメリカ（特にカナダ、アラスカ）で発見例が多い。近年、初期の種がヨーロッパから発見された。またクリトサウルス (Kritosaurus) とされる化石が南アメリカからも発見されている。
もともとユーラシアが起源で進化したのちに一部の種がベーリング陸橋を渡って北アメリカに移住したと考えられる。また、南アメリカの種は南アメリカ大陸がゴンドワナ大陸から分離して島大陸になったあと、一次的に北アメリカ大陸とつながった際に移住したものとされ、大陸移動の過程を考える際の重要な資料でもある。角竜類で同様の生息パターンがみられる。

## 分類
中空状のとさかを持つランベオサウルス亜科と、とさかを持たないか、もしくは中空でないとさかを持つハドロサウルス亜科 (Hadrosaurinae) の2つに大別される。そのほか、テルマトサウルス (Telmatosaurus) のような原始的な種はどちらにも属さないとされる。

### 主な属
- クラオサウルス属 Claosaurus
- ロフォロトン属 Lophorhothon
- テルマトサウルス属 Telmatosaurus
- サウロロフス亜科 Saurolophinae（ハドロサウルス亜科 Hadrosaurinae）
  - エドモントサウルス属 Edmontosaurus
  - クリトサウルス属 Kritosaurus
  - グリポサウルス属 Gryposaurus
  - ケルベロサウルス属 Kerberosaurus
  - サウロロフス属 Saurolophus
  - シャントンゴサウルス属 Shantungosaurus
  - セケルノサウルス属 Secernosaurus
  - ナーショイビトサウルス属 Naashoibitosaurus
  - ハドロサウルス属 Hadrosaurus
  - バルスボルディア属 Barsboldia
  - ブラキロフォサウルス属 Brachylophosaurus
  - プロサウロロフス属 Prosaurolophus
  - マイアサウラ属 Maiasaura
  - ウラガサウルス属 Wulagasaurus
  - カムイサウルス属 Kamuysaurus
- ランベオサウルス亜科 Lambeosaurinae
  - アムロサウルス属 Amurosaurus
  - アラロサウルス属 Aralosaurus
  - オロロティタン属 Olorotitan
  - カロノサウルス属 Charonosaurus
  - コリトサウルス属 Corythosaurus
  - チンタオサウルス属 Tsintaosaurus
  - ニッポノサウルス属 Nipponosaurus
  - バクトロサウルス属Bactrosaurus
  - パララブドドン属 Pararhabdodon
  - パラサウロロフス属 Parasaurolophus
  - ヒパクロサウルス属 Hypacrosaurus
  - ヤクサルトサウルス属 Jaxartosaurus
  - ランベオサウルス属 Lambeosaurus
  - アングロマスタカトル属 Angulomastacator
  - アレニサウルス属 Arenysaurus
  - ブラシサウルス属 Blasisaurus
  - サハリヤニア属 Sahaliyania
  - ヴェラフロンス属 Velafrons

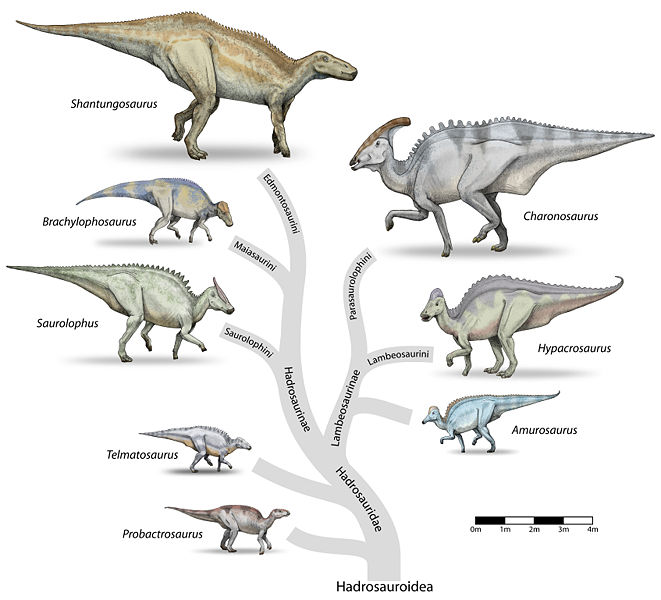
ハドロサウルス科 分岐図
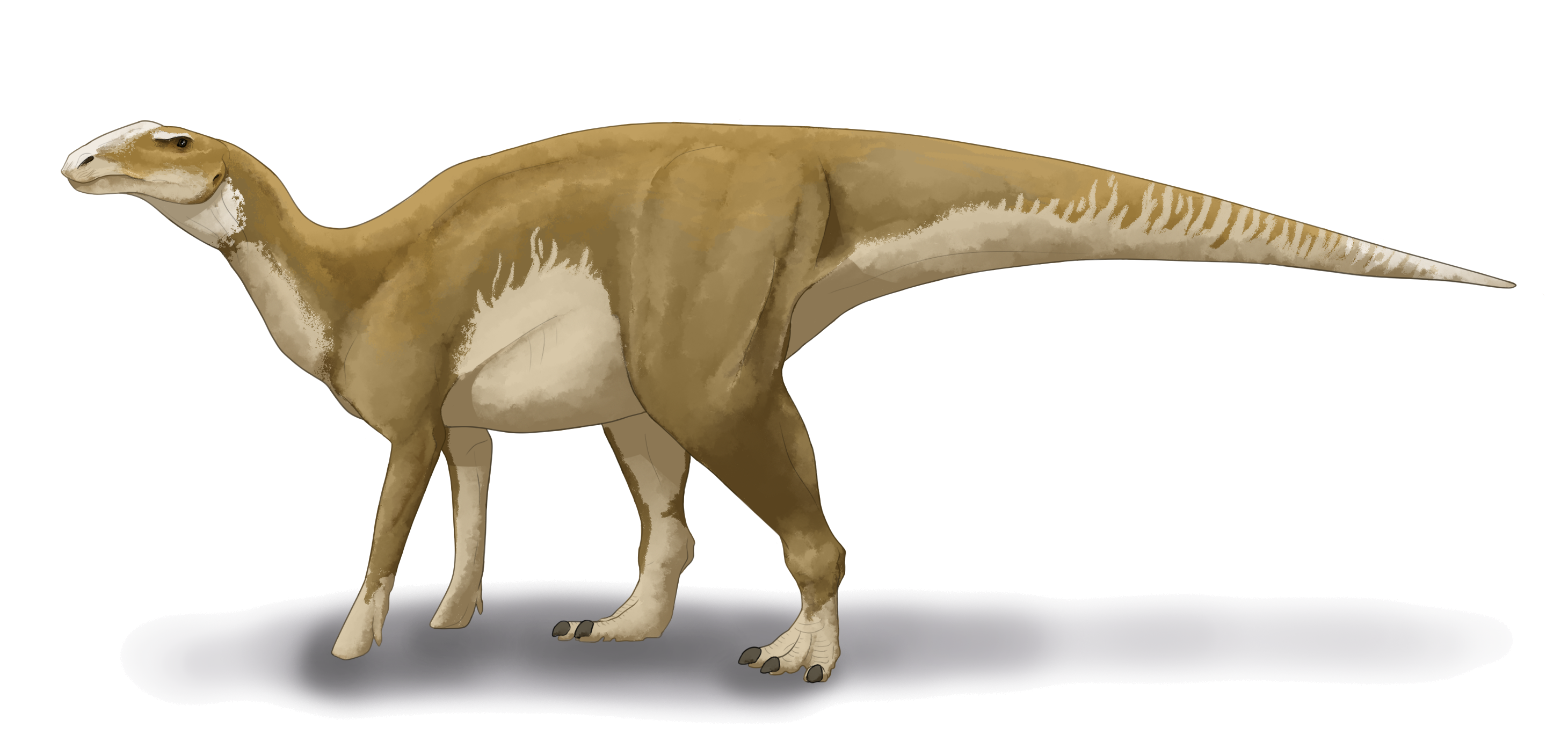
ハドロサウルス
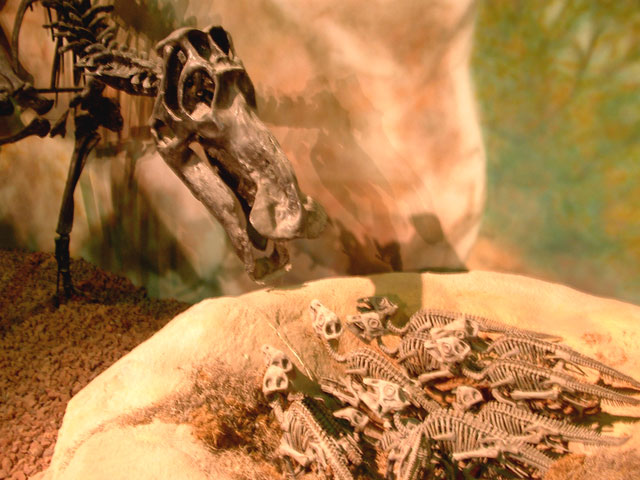
マイアサウラ親子の骨格
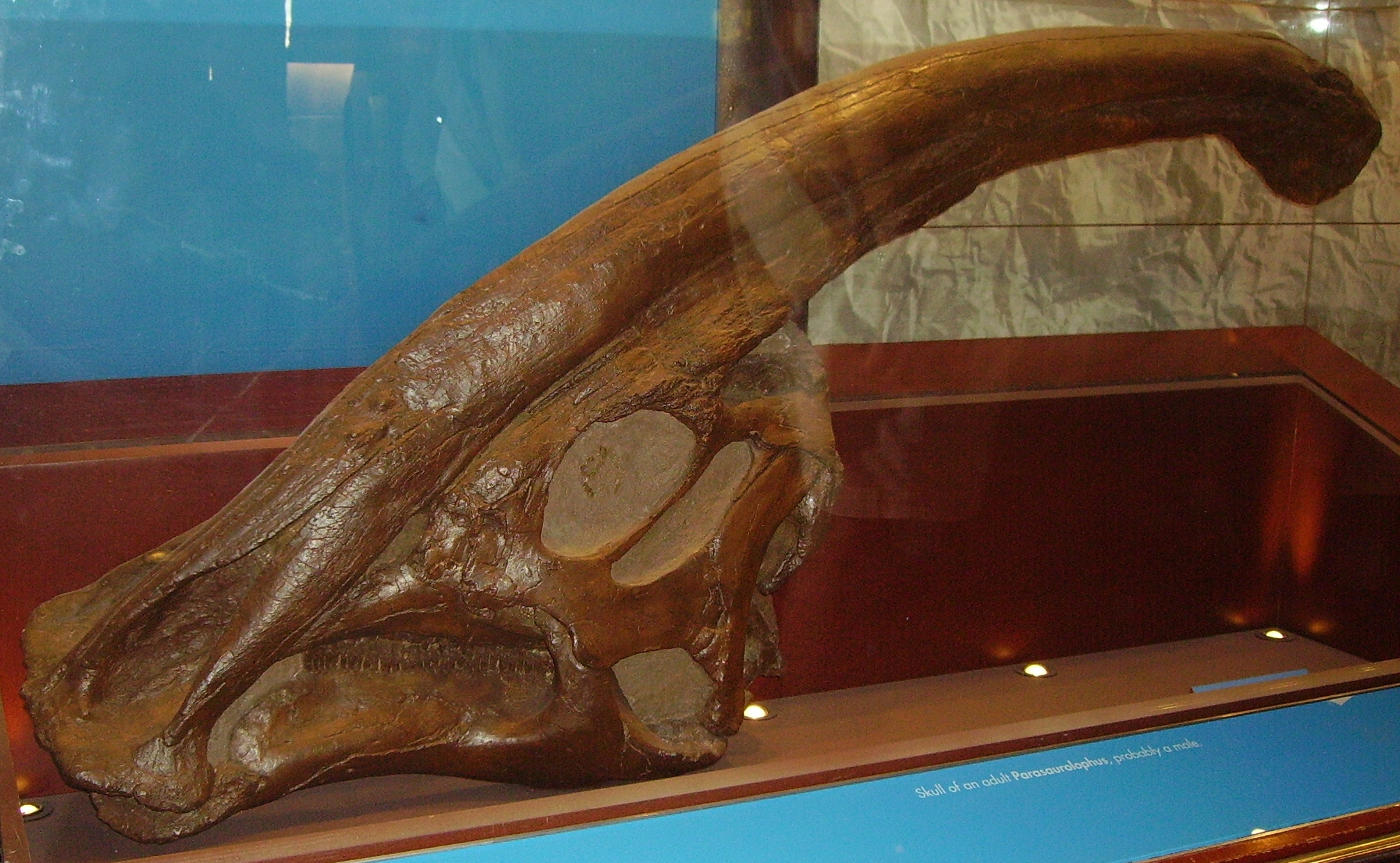
パラサウロロフス頭骨